# Leioproctus fulvoniger
Leioproctus fulvoniger är en biart som beskrevs av Michener 1989. Leioproctus fulvoniger ingår i släktet Leioproctus och familjen korttungebin. Inga underarter finns listade i Catalogue of Life.